# Sainte-Radégonde
 Sainte-Radégonde  es una población y comuna francesa, situada en la región de Poitou-Charentes, departamento de Vienne, en el distrito de Montmorillon y cantón de Chauvigny.

## Demografía
| 258 | 229 | 195 | 184 | 168 | 163 |
| Para los censos de 1962 a 1999 la población legal corresponde a la población sin duplicidades (Fuente: INSEE [Consultar]) |     |     |     |     |     |